# خرائی بالا
خرائی ،روستایی از توابع بخش احمدی شهرستان حاجی‌آباد در استان هرمزگان ایران است که از دو بخش پایین و بالا تشکیل شده است.

## جمعیت
این روستا در دهستان احمدی قرار دارد و براساس سرشماری مرکز آمار ایران در سال 1395، جمعیت آن 138 نفر (44خانوار) بوده‌است.ومحل تولد شهید غیب الله سلیمانی می باشد.